# Distretto di Châteaulin
Il distretto di Châteaulin era una divisione territoriale francese del dipartimento di Finistère istituita nel 1790 e soppressa nel 1795.
Era formato dai cantoni di Châteaulin, Argol, Brasparts, Crozon, Gonezec, Locronan e Pleyben.